# Oreochromis shiranus
Espèce
Statut de conservation UICN

 LC  : Préoccupation mineure
Synonymes
- Oreochromis shiranus shiranus Boulenger, 1897
- Sarotherodon shiranus (Boulenger, 1897)
- Sarotherodon shiranus shiranus (Boulenger, 1897)
- Tilapia shirana (Boulenger, 1897)
- Tilapia shirana shirana (Boulenger, 1897)
- Tilapia shirana chilwae Trewavas, 1966
- Oreochromis shiranus chilwae (Trewavas, 1966)
- Sarotherodon chilwae (Trewavas, 1966)
- Sarotherodon shiranus chilwae (Trewavas, 1966)
- Sarotherodon shilwae (Trewavas, 1966)
- Tilapia placida (non Trewavas, 1941)[1]

Oreochromis shiranus est une espèce de poisson de la famille des cichlidae et de l'ordre des Cichliformes. Cette espèce est endémique de l'Afrique. Il fait partie des nombreuses espèces regroupées sous le nom de Tilapia.

## Répartition géographique
Cette espèce est endémique de l'Afrique. Cette espèce ce rencontre dans la rivière Shire au-dessus des rapides de Murchison et de ses affluents et, Shire supérieure. Dans le lac Malawi et de ses affluents, ruisseaux et lagunes ; le lac Chilwa et son bassin au Malawi et au Mozambique.

## Liste des sous-espèces
Auparavant, selon FishBase était reconnue l'espèce ce divisant en 2 sous-espèces:
- Oreochromis shiranus ssp. chilwae - du lac Chilwa
- Oreochromis shiranus ssp. shiranus - de shiranus

On parle aujourd'hui plus de variété géographique, de préférence a conservé accolé au nom de l'espèce ; Oreochromis shiranus "shiranus", Oreochromis shiranus "Chilwa".